# Samson Mbingui
Samson Mbingui (ur. 9 lutego 1992 w Moandzie) – gaboński piłkarz grający na pozycji ofensywnego pomocnika. Od 2018 jest zawodnikiem klubu Tours FC.

## Kariera klubowa
Swoją karierę piłkarską Mbingui rozpoczął w klubie AS Mangasport. W sezonie 2011/2012 zadebiutował w jego barwach w gabońskiej pierwszej lidze. W sezonie 2013/2014 zdobył z nim Puchar Gabonu.
Latem 2014 Mbingui przeszedł do algierskiego klubu MC Algier. Swój debiut w nim zaliczył 16 sierpnia 2014 w przegranym 1:2 wyjazdowym meczu z MC El Eulma. W MC Algier spędził pół sezonu.
Na początku 2015 roku Mbingui został zawodnikiem klubu MC El Eulma. Zadebiutował w nim 6 lutego 2015 w zwycięskim 3:0 domowym meczu z CS Constantine. W MC El Eulma grał do końca sezonu 2014/2015.
W połowie 2015 roku Mbingui przeszedł do NA Hussein Dey. Swój debiut w nim zaliczył 19 września 2015 w zremisowanym 2:2 domowym spotkaniu z JS Saoura. W latach 2016–2017 grał w marokańskim klubie Raja Casablanca, z którym w 2017 zdobył Puchar Maroka. W 2018 trafił do Tours FC.
| Sezon   | Klub            | Kraj     | Rozgrywki            | Mecze | Gole |
| ------- | --------------- | -------- | -------------------- | ----- | ---- |
| 2011/12 | AS Mangasport   | Gabon    | Championnat National | ?     | ?    |
| 2012/13 | AS Mangasport   | Gabon    | Championnat National | 20    | 7    |
| 2013/14 | AS Mangasport   | Gabon    | Championnat National | ?     | ?    |
| 2014/15 | MC Algier       | Algieria | Première Division    | 9     | 0    |
| 2014/15 | MC El Eulma     | Algieria | Première Division    | 8     | 0    |
| 2015/16 | NA Hussein Dey  | Algieria | Première Division    | 18    | 0    |
| 2016/17 | Raja Casablanca | Maroko   | Botola               | 15    | 3    |
| 2017/18 | Raja Casablanca | Maroko   | Botola               | 2     | 0    |
| 2017/18 | Tours FC        | Francja  | Ligue 2              | 9     | 1    |

## Kariera reprezentacyjna
W reprezentacji Gabonu Mbingui zadebiutował 14 listopada 2012 roku w zremisowanym 2:2 towarzyskim meczu z Portugalią, rozegranym w Libreville. W 2015 roku został powołany do kadry na Puchar Narodów Afryki 2015. Rozegrał na nim dwa mecze: z Kongiem (0:1) i z Burkina Faso (2:0).